# Troje i las
Troje i las – polski film obyczajowy z 1962 roku w reżyserii Stanisława Wohla.

## Opis fabuły
Historia gajowego Romczaka, człowieka zasadniczego, który pewnego dnia pod wpływem impulsu popełnia zawodowy błąd – dla wypróbowania swoich umiejętności celnym strzałem zabija sarnę. Świadkiem tego aktu "kłusownictwa" jest młodociany Sawicki, miejscowy "powsinoga", który zaczyna szantażować Romczaka i wkrótce swoim cynicznym postępowaniem doprowadza do psychicznego i moralnego załamania gajowego.

## Obsada aktorska
- Anna Ciepielewska – Hania, żona Romczaka
- Jan Świderski – gajowy Romczak
- Bogusław Sochnacki – Maniek Sawicki
- Zdzisław Karczewski – chłop Honiorek
- Zygmunt Nowicki – chłop
- Janusz Strachocki – chłop
- Janusz Mazanek – chłop
- Jerzy Turek – chłop